# Манісаспор
«Манісаспор» (тур. Manisaspor Kulübü) — турецький футбольний клуб з міста Маніса. У сезоні 2011/12 вибув із Турецької Суперліги і тепер виступає в другому дивізіоні — Першій лізі.. Матчі проводить на стадіоні «19 маїс» (19 травня). 

## Історія
Клуб засновано 15 червня 1965 року на базі команди, яка переїхала до Маніси з Сакарії. Клубними кольорами є чорний і білий. 
У 2001 році клуб, перебуваючи у Другій лізі, підписав спонсорський контракт компанією «Зорлу Холдинг» і зміник назву на «Вестель Манісаспор».
Команда стала успішно виступати й 2005 року завоювала право грати у Суперлізі. Після трьох сезонів клуб вибув з вищого дивізону. оскільки спонсорський контракт було розірвано, то конманда повернулася до старої назви. 
У 2009 році клуб знов виходить до Суперліги, але 2012 року знову покидає її.

## Досягнення
- Чемпіонат Туреччини: 12-е місце (2005/06, 2006/07)

## Відомі гравці
- Арда Туран
- Бурак Їлмаз
- Джанер Еркін
- Ферхат Езторун